# Ad audiendum verbum

Ad audiendum verbum este o expresie în latină care poate fi tradusă literalmente ca „să ascultam cuvântul”.
Expresia este folosită în situația în care un conducător/persoană responsabilă invită un subaltern pentru a-i da instrucțiuni/directive sau pentru a primi explicații; într-un ton mai grav, atunci când se știe că această invitație este urmată de o cerere de justificare a muncii/activității cuiva, și se va trece de la a asculta („ad audiendum verbum”) la a da seamă („redde rationem”). În cazul în care explicația oferită nu este considerată acceptabilă, totul se termină cu o „mustrare răsunătoare”.